# Dimitile (esclave marron)
Pour les articles homonymes, voir Dimitile.
Capitaine Dimitile, est un esclave marron légendaire de l'île de La Réunion.

## Histoire
Fait prisonnier à Madagascar et réduit en esclavage avec sa famille, il est acheté, à la Réunion, par l'abbé Criais. Rapidement il s’enfuit dans le cœur de l’île et devient, vers 1730, l'un des chefs des marrons. Il fait partie du groupe d'esclaves en fuite que dirigent le roi Laverdure et la reine Tsaralava (Sarlave).
Son patronyme portait le nom Dimy, attribué comme nom au cinquième enfant d'une famille, et le suffixe tily (mg) (tile) qui signifie guet en malgache, d'où son surnom de "le guetteur".
Il échappait toujours aux chasseurs de marrons ce qui lui a valu son autre surnom, l'insaisissable :
« On ne put venir à bout de la bande de Dimitile qui s’était réfugiée dans les barrancos dominant le plateau de l’Entre-Deux au confluent du bras de Cilaos, raconte Jean-Valentin Payet dans son livre « Histoire de l’esclavage à l’île Bourbon » (L’Harmattan-1991).

## Hommages
Il laissera son nom à la partie de l'île où il vécut libre : le Dimitile, un massif montagneux situé au dessus de l'Entre-Deux. Cette partie de l'île elle même enclavée entre le bras de Cilaos et le bras de la Plaine en fais un endroit difficilement accessible en voiture. Une seule route carrossable le dessert via le radié du Ouaki et plus recement depuis la Ravine des Cabris grâce à pont surplombant de manière vertigineuse le bras de la Plaine. On notera aussi la présence d'un sentier marron partant du bas du bras de Cilaos pour arriver au début du village de l'Entre-Deux. Du côté bras de la Plaine le sentier Dassy dessert depuis Pont d'Yves le village de l'Entre-Deux. Au nord depuis le coteau Kerveguen, le récent et majestueux sentier Jacky Inard dessert lui aussi le haut du massif du Dimitile.
En 1998, l'association Capitaine Dimitile reconstitue le camp marron au sommet du massif, le Camp Dimitile, nommé aussi l'Espace culturel muséographique Dimitile. En 2001, une stèle est installée à cet endroit.

## Romans évoquant le personnage
- Daniel Vaxelaire, Chasseur de Noirs, Lieu Commun 1982, édition de poche chez Gallimard Folio Junior (3 rééditions). Rééditions Éditions Orphie (avril 2000) et Flammarion (collection Gulliver, mai 2000).